# فضل بن روزبهان خنجی
خواجه افضل‌الدین فضل‌الله بن جمال‌الدین روزبهان بن فضل‌الله بن محمد خنجی اصفهانی، ملقب به امین و معروف به خواجه ملا، صاعدی، قاضی و پاشا که از مردم خنج بود.

## کودکی و جوانی
سال صحیح تولد او - که در شیراز واقع شد - درست معلوم نیست؛ ولی مسلماً بعد از سال ۸۵۰ بوده‌است.
در سن هفده‌سالگی به قصد ادای حج، شیراز را ترک گفت؛ پس از بازگشت به شیراز، کماکان با جد و جهد بلیغ به کسب علوم معمول و درک کمالات پرداخت. فضل‌الله مجدداً در بیست و پنج سالگی عازم سفر حج گردید. این بار مدتی در مصر و چندی در حجاز توقف کرد. از جمله هفت ماه در مدینه نزد اساتید فن و مشایخ بزرگ حجاز، صحیحین بخاری و مسلم را خواند. یکی از اجله مشایخ وی، ابوالخیر شمس الدین محمد السخاوی (از برجسته‌ترین شاگردان ابن حجر) بود که تمام صحیح بخاری را به فضل‌الله درس گفت و در ضوء اللامع شرح حال وی را نوشت. فضل‌الله چون به شیراز بازگشت؛ به تدریس علوم مختلفه مشغول گردید و در همین شهر بود که نخستین تصنیفات خود را از قبیل حل تجرید، تعلیقات بر محالات و حواشی بر حواشی شرح جدید به رشته تحریر درآورد. همچنین کتاب بدیع الزمان فی قصة حی بن یقظان را در این ایام تصنیف کرد.

## دیدار با سلطان یعقوب آق قویونلو
فضل‌الله در سال ۸۹۲ برای سومین بار از شیراز عازم حجاز شد؛ در خلال این سفر در اردوی تابستانی پادشاهی در دامنه کوه سهند تبریز به حضور سلطان یعقوب آق قویونلو رسید و کتاب بدیع الزمان را -که دیباچه اش به نام سلطان مصدر شده بود- تقدیم داشت و مورد اعجاب و تحسین فراوان قرار گرفت. در همین مجلس بود که فضل‌الله به میل خود، تقبل کرد که تاریخ سلطنت آن پادشاه را بنویسد. در این رابطه سلطان یعقوب می‌گوید: «اگر تاریخ حیات ما را فضل‌الله بن روزبهان بنویسد، چنان‌که خود گفت، ناسخ تواریخ ملوک عالم خواهد بود.»
مؤلف از همان موقع به نوشتن کتاب خود مشغول شد و در مقابل جهانگشای جوینی، آن را عالم آرای امینی نام نهاد.
در این سال‌ها خواجه فضل‌الله به عنوان دبیر دربار سلطان یعقوب در تبریز اشتغال داشته و ظاهراً دیگر به شیراز مراجعت ننموده است. کتاب مذکور (عالم آرا) میان سال‌های ۸۹۲ تا ۸۹۷ نوشته شده و در همین سال اخیر به سلطان ابوالفتح میرزا بایسنقر فرزند و جانشین سلطان یعقوب تقدیم گردیده است.

## نگارش ردیه بر کتاب نهج الحق
پس از قیام شاه اسماعیل و تفتیش عقاید مذهبی در ایران، فضل‌الله مانند بسیاری دیگر از علمای اهل سنت مجبور به خروج از میهن شد و به ماوراءالنهر رفت. در سال ۹۰۹ هجری قمری در همین شهر، کتاب «ابطال نهج الباطل و اهمال کشف العاطل» را در رد بر کتاب نهج الحق ابن مطهر حلی می‌نویسد. دربارهٔ کم توجهی تذکره نویسان به خواجه فضل‌الله، نکته‌ای را باید ذکر نمود و آن اینکه هر چند مراجع مختلف کم و بیش از احوال و آثار وی یاد کرده‌اند؛ ولی چون سخت مبغوض و مورد تعاقب شاه اسماعیل بود، بالطبع کسی را یارای آن نبود که همچنان عالم و دانشمند مؤثر الوجودی مانند او را که در عین حال معروفیت هم داشت معرفی نماید؛ لذا آنچه در آن زمان دربارهٔ او نوشته‌اند، مختصر و آمیخته به ابهام است. ابهام از این جهت که او دوستدار اهل بیت و ائمه اطهار بود؛ ولی با خلط مبحث، او را به دشمنی آنان متهم کردند.

## آثار علمی
در کتاب "وسیله الخادم الی المخدوم در شرح صلوات چهارده معصوم" که توسط فضل الله بن روزبهان و به کوشش رسول جعفریان  منتشر شده است، جعفریان فهرستی از آثار علمی فضل الله را جمع‌آوری کرده و توضیحاتی درباره آن‌ها ارائه داده‌است. بخشی از عناوین این کتاب‌ها عبارت است از:
- بدیع الزمان فی قصه حی بن یقطان
- فضائل علی
- ابطال نهج الباطل و اهمال کشف العاطل
- مهمان نامه بخارا
- سلوک المملوک
- رساله حارثیه
- حل تجرید
- تعلیقات بر محالات
- وسیله الخادم الی المخدوم در شرح صلوات چهارده معصوم
- هدایه التصدیق الی حکایه الحریق[۶]

## وزارت سلطان محمد شیبان
خواجه از حدود ۹۱۰ هجری تا زمان وفاتش نزد ملوک تیموری در هرات و شیبانیان بخارا به ویژه سلطان محمد شیبان اقامت داشت و در تمام این مدت به نوشتن تصانیف مختلف اشتغال داشت و در آنجا بود که مهمان نامه بخارا را تصنیف نمود.

## رعایت بی‌طرفی و صداقت در آثار
نظر به این که خواجه فضل‌الله شاهد بسیاری از وقایع بوده و نیز قید داشته‌است که وقایع را صحیح و آنچه هست بنویسد؛ خصوصاً که هیچگاه درست‌نویسی و انصاف را از دست نمی‌دهد و به طوری که مشاهده می‌شود حتی نسبت به کسانی که با آن‌ها مخالفت داشته است منصفانه مزایا و محسنات هرکس را می‌شمارد و از مورخین دیگر کمتر مغلوب احساسات می‌باشد. از مهم‌ترین قسمت‌های مفید این کتاب، فصل مشروح و مفصلی است که در آن از اجداد سلاطین صفویه و مخصوصاً از وقایع و حوادث و سرگذشت شیخ جنید و شیخ حیدر و مقدمات تکوین این سلسله، گفتگو می‌شود. مخصوصاً به این نکته باید توجه داشت که آنچه او نوشته است قبل از قیام شاه اسماعیل و اعلام سلطنت اوست و قطعاً متضمن احساسات موافق و مخالف نیست.
در این زمینه پروفسور ولادیمیر مینورسکی می‌نویسد: "او (خواجه فضل‌الله) مؤلفی بود بسیار باکمال و کتابش (عالم آرای امینی)، درُ یتیم است. [او] چون سنی بود و دشمن شاه اسماعیل؛ مجبور شد به بخارا فرار کند و در آنجا هم کتابی به اسم میهمان نامه تألیف کرد که حالا در تاشکند می‌خواهند نشر کنند. من ترجمه حالش را مفصل نوشتم و امیدوارم که با وجود کبر سن و همه جور مشکلات بتوانم به چاپ برسانم. تاریخش به تاریخ‌های دیگر شبیه نیست و مثل خود شخص مؤلف، منحصر به فرد است.

## نامه نگاری به خلفای عثمانی
در منشآت السلاطین تألیف «فریدون بیگ»، یک شعر پارسی و قطعه‌ای دیگر به‌زبان ترکی آمده است که خواجه از ماوراءالنهر به سلطان سلیم فرستاده است. قطعه پارسی بی هیچ تردیدی از خواجه فضل‌الله است و در پایان آن «امین» -که تخلص شعری او است- ذکر شده. این قطعه به شکل نامه‌ای است که متعاقب جنگ چالدران سروده شده‌است. در زیر، چند بیت از این قطعه -که یادگار دوران واپسین زندگانی خواجه است- ذکر می‌گردد:
الا ای قاصد فرخنده منظر… سلامم بر سوی شاه مظفر
بگو ای پادشاه جمله عالم… توئی امروز در مردی مسلم
اگر ملک شریعت، مستقیم است… همه از دولت سلطان سلیم است
ز بیمت در تزلزل، تازی و ترک … چو افکندی ز سر، تاج قزل‌بُرک
فکندی تاجش از سر ای مظفر… کنون بفکن به مردی از تنش سر
قزل‌بُرک است همچون مار افعی… سرش را نکوبی نیست نفعی
توئی امروز ز اوصاف شریفه… خدا را و محمد را خلیفه
روا داری که گبر و ملحد دد… دهد دشنام اصحاب محمد؟
تو او را نشکنی از زور مردی… سرش را نابریده بازگردی؟
اگر گیرد امانی در سلامت… بگیرم دامنت را در قیامت
بیا از نصر دین کسر صنم کن… به تخت روم، ملک فارس ضم کن
ضمناً در احسن التواریخ نوشته «روملو»، شعری از خواجه فضل‌الله نقل شده‌است که آن را در تهنیت جلوس سلطان سلیمان قانونی یعنی در سال ۹۲۶ ه‍.ق سروده است و این شعر نشان می‌دهد که ارتباط فضل‌الله با دربار عثمانی تا آخرین روزهای زندگی وی برقرار بوده‌است.

## آثار دیگر منتسب به خواجه
کتب دیگری که به وی نسبت داده‌اند عبارتند از:
1. مقاصد (در علم کلام)
2. تلخیص و ترجمه کتاب «کشف القمة فی المعرفة الائمة» تألیف شیخ علی بن عیسی الاربلی
3. شرح وصایای خواجه عبدالخالق غجدوانی به پارسی
4. شرح قصیده برده بوصیری (که در سال ۹۲۱ نوشته شده‌است)

## وفات
وی در پنجم جمادی‌الاولی سال ۹۲۷ هجری در بخارا درگذشت.